# Edoardo Teagno
Edoardo Teagno – włoski kierowca wyścigowy.

## Kariera
W swojej karierze wyścigowej Teagno poświęcił się startom w wyścigach Grand Prix. W latach 1937-1938 Włoch był klasyfikowany w Mistrzostwach Europy AIACR, gdzie korzystał z samochodu ekipy Squadra Subauda. W pierwszym sezonie startów z dorobkiem 39 punktów uplasował się na 33 pozycji w klasyfikacji generalnej. Rok później uzbierał łącznie 28 punktów. Dało mu to czternaste miejsce w końcowej klasyfikacji kierowców.